# 三菱ふそう・6D2系エンジン
三菱ふそう・6D2系エンジン（みつびしふそう・6D2けいエンジン）は、三菱自動車工業（現三菱ふそうトラック・バス）の大型トラック・バス、或いは輸送機器・建機（フォークリフト、ラフテレーンクレーン）にOEM搭載、産業用など、幅広い用途で使用されているディーゼルエンジンである。なお、4バルブの6D40型もこちらで解説する。

## シリーズの変遷
- 1976年従来の6DC2型にかわって6D20型をFシリーズに採用。
- 1979年昭和54年排出ガス規制適合の6D22型登場。
- 1983年昭和58年排出ガス規制適合の6D22T2型登場。インタークーラー付ターボ。
- 1989年平成元年排出ガス規制適合の6D40型登場。4バルブ方式。
- 1995年平成6年排出ガス規制適合の6D24型登場。インタークーラー付ターボ。

## シリーズの解説
基本構造はすべて直列6気筒、シリンダーブロックは鋳鉄製でDC系と共用し、シリンダーヘッドはプッシュロッド式のOHVである。
- 燃料噴射方式は予燃焼室式の6D21と圧縮天然ガス(CNG)仕様の6D24 (CNG) 以外はすべて直接噴射式である。
- 6D40は1気筒あたり4バルブ、その他は1気筒あたり2バルブである。
- 300 PSを超える高出力車にはパワータードが採用された。

## 主な搭載車種

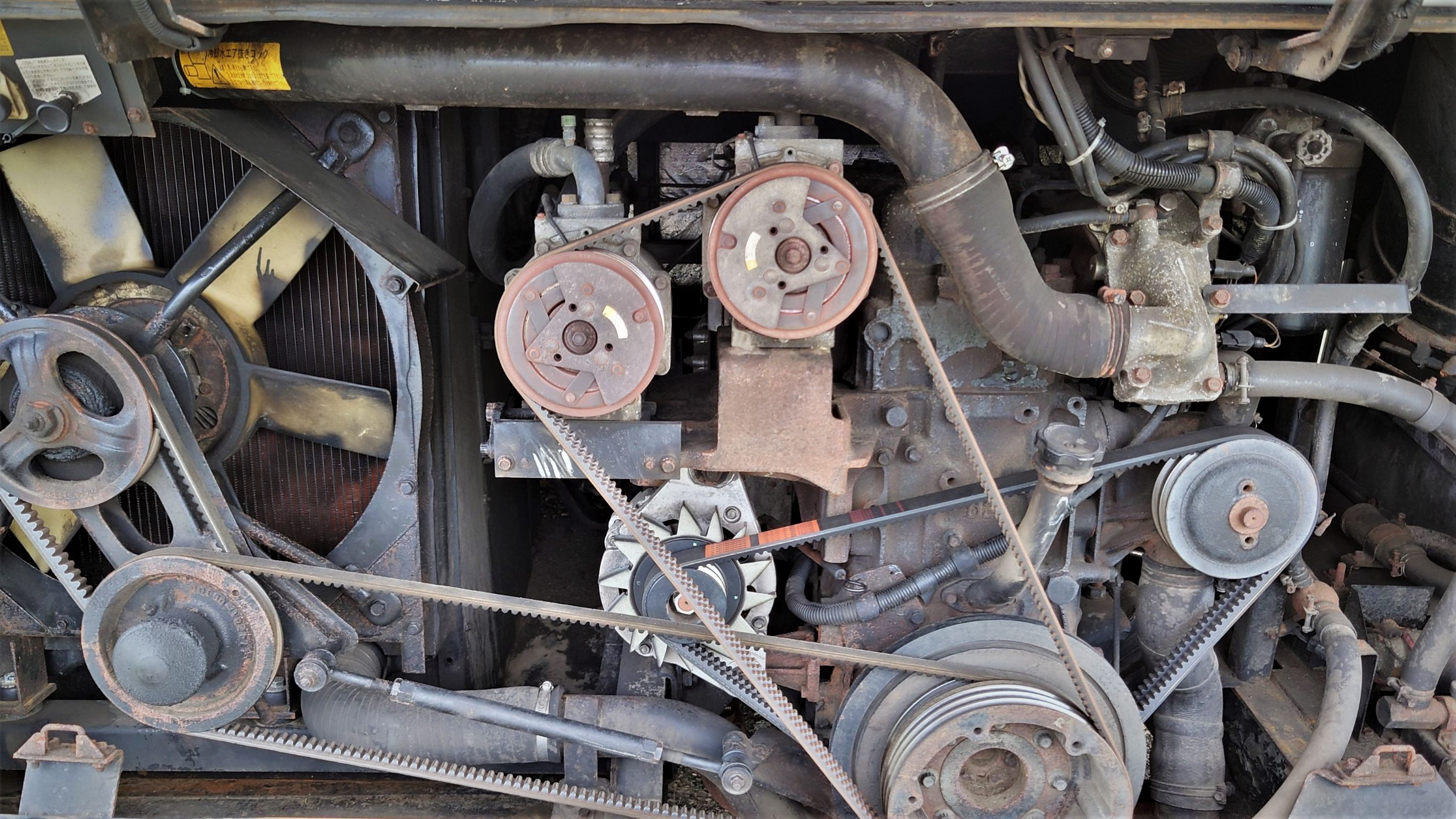
エアロスター(KC-MP747M)に搭載された6D24

- 6D20 (ﾎﾞｱ125mm ｽﾄﾛｰｸ140mm 排気量10,308cc 215PS 70kg･m)
  - Fシリーズ（FP系）（1976 - 79年）
  - MP117/MP517
- 6D21 (ﾎﾞｱ125mm ｽﾄﾛｰｸ140mm 排気量10,308cc 205PS 67kg･m)
  - MP107/K-MP107
- 6D22NA (ﾎﾞｱ130mm ｽﾄﾛｰｸ140mm 排気量11,149cc 225PS 78kg･m)
  - Fシリーズ（K-FP/FU/FT/FN系）
  - ザ・グレート（P/U-FP/FU/FT/FN/FS系）
  - P/U-MP218/618
  - ヒュンダイ・エアロ（1986 - 2008年）
  - ヒュンダイ・エアロシティ（1991 - 2008年）
- 6D24NA (ﾎﾞｱ130mm ｽﾄﾛｰｸ150mm 排気量11,945cc 240PS 80kg･m)
  - ザ・グレート、スーパーグレート（KC-FU/FT/FN/FS系）
  - KC-MP217/237/617/637
  - KC-MP317/337/717/737/747
  - ニチユ三菱フォークリフト・フォークリフトFD380/FD420
  - ニチユ三菱フォークリフト・リーチスタッカーRS450
- 6D40
  - ザ・グレート（U/KC-FU/FT/FS系）、スーパーグレート（KC-FU/FT/FS系）
  - 96式装輪装甲車

## 主なOEM供給先（輸送機器）
- 加藤製作所
- タダノ
- TCM